# アグスティン・ガルシア＝ガスコ・ビセンテ
アグスティン・ガルシア＝ガスコ・ビセンテ（Agustín García-Gasco Vicente、1931年2月12日 – 2011年5月1日）は、スペインのローマカトリック教会枢機卿。トレド県コラル・デ・アルマゲール出身。
1992年7月24日、バルセロナ大司教区の司教に任命され、2007年10月17日にはベネディクト16世により枢機卿に信任された。2009年1月8日、司教の座をカルロス・オソロへと譲っている。